# Fira del Conte de Medinyà
La Fira del Conte de Medinyà és una fira literària que se celebra anualment a Medinyà, especialitzada en contes.

## Història
Un veí de Medinyà, Joan Bahí, va llegir una notícia a La Vanguardia escrita amb motiu del bicentenari del naixement de Hans Cristian Andersen, on s'explicava que el conegut escriptor havia passat una nit a Medinyà durant la seva visita a Espanya, i que havia documentat la seva estada al seu llibre Spanien de 1862.
L'efemèride va inspirar la creació d'una fira del conte a la vila, impulsada per una associació local i pel voluntariat. És la fira del conte vigent més antiga de Catalunya. Inclou presentacions de llibres, contacontes, espectacles, parades i llibres.

## Premis i reconeixements
A partir de la 9a edició es van es va decidir incorporar un espai de reconeixement a aquelles persones referents del món del conte. Al llarg de les diferents edicions s'han homenatjat figures com Roser Capdevila, Pilarín Bayes o Picanyol, entre d'altres.
Més enllà de l'homenatge a la trajectòria, també organitza un Concurs imatge gràfica, el Concurs de Narració oral Joan Bahí i el Conte il·lustrat Modest Prats.

### Homenatge a la trajectòria professional
- 2018 - Roser Capdevila
- 2019 - Pilarín Bayés
- 2021 - Picanyol
- 2022 - Teresa Duran
- 2023 - Carme Solé Vendrell
- 2024 - Violeta Denou[1]

Al seu torn, el 2017 la fira va ser reconeguda amb el XXXII Premi a la Normalització Lingüística i Cultural que atorga l’ADAC, Ateneu d’Acció Cultural de Girona.